# Andrena cornelli
Andrena cornelli är en biart som beskrevs av Henry Lorenz Viereck 1907. Andrena cornelli ingår i släktet sandbin, och familjen grävbin. Inga underarter finns listade i Catalogue of Life.

## Bildgalleri

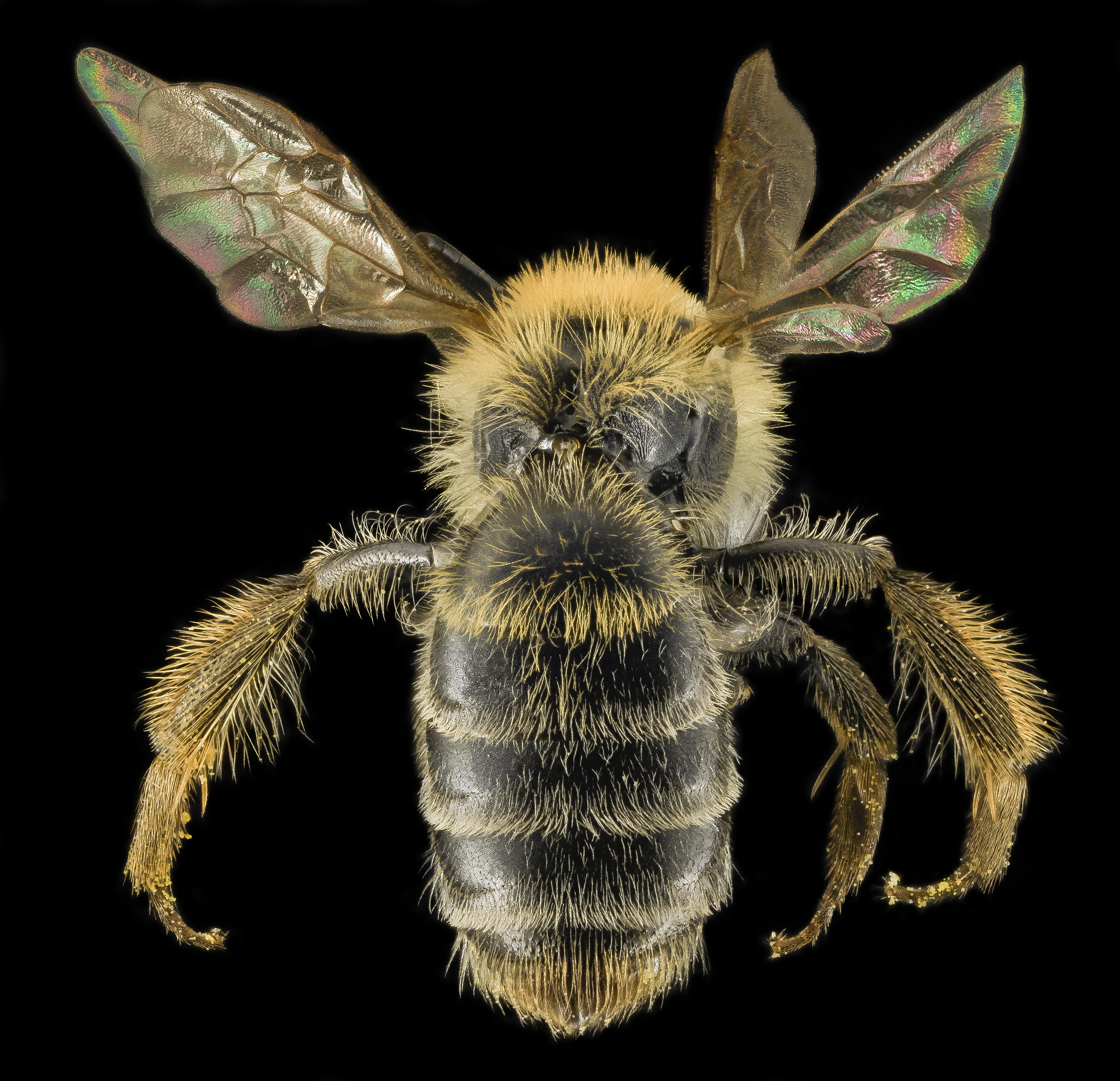
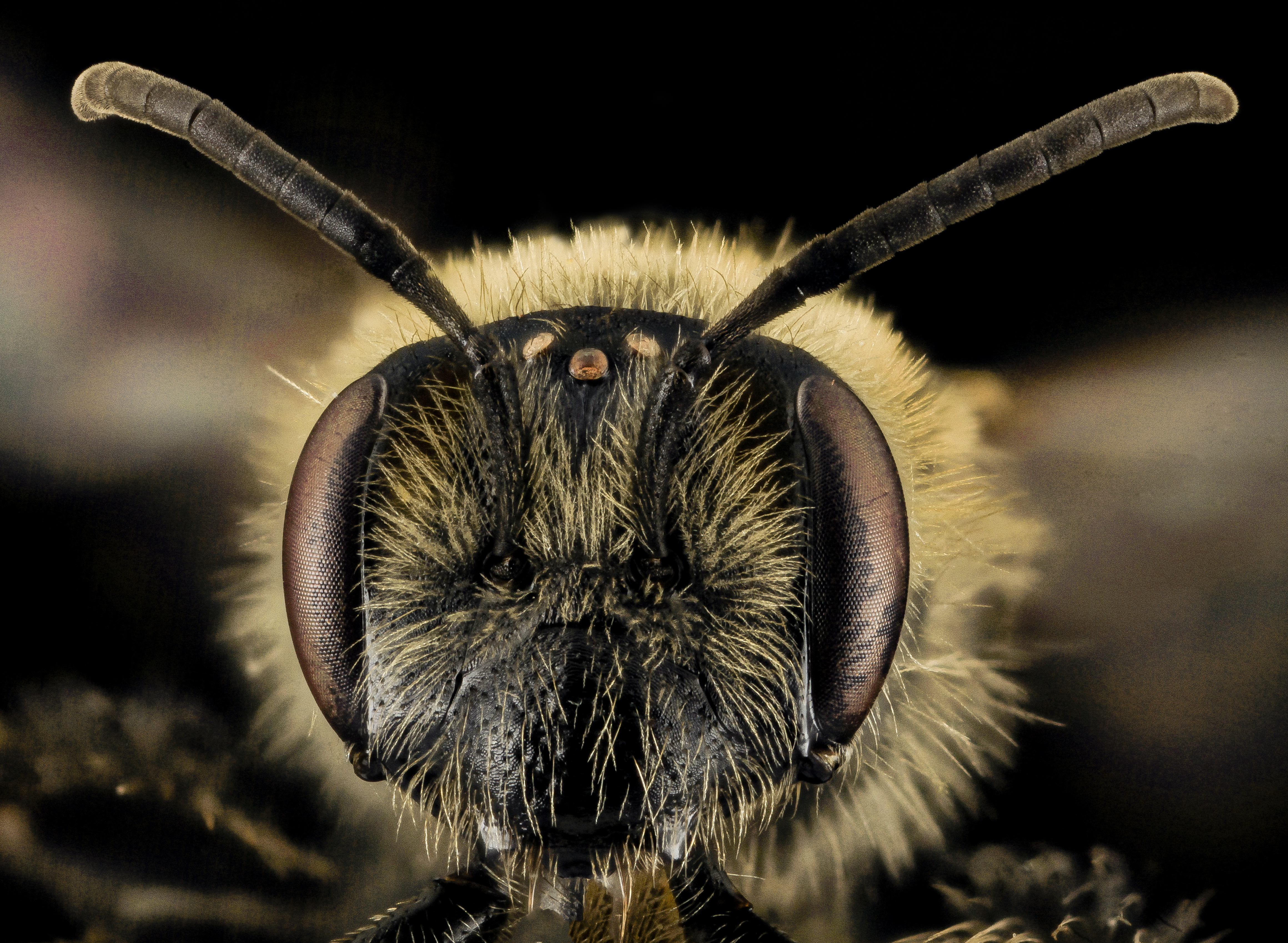